# وسام القديس ميخائيل والقديس جرجس

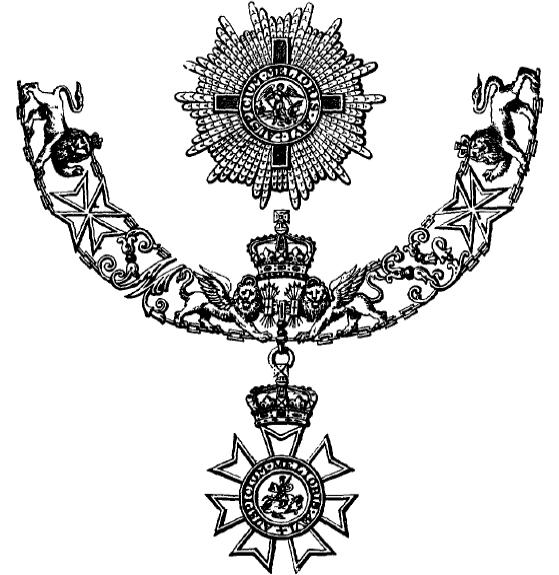
وسام القديس ميخائيل والقديس جرجس

وسام القديس ميخائيل والقديس جرجس  (بالإنجليزية: Order of St Michael and St George) هو وسام أنشاه الملك جورج الرابع ملك بريطانيا في 28 أبريل 1818. سمي باسم قديسين هما القديس مايكل والقديس جورج. ويتم منحه للرجال والنساء الذين يؤدون خدمات جليلة غير الخدمات العسكرية خارج الوطن.

## حائزين
من بين الحائزين عليه:
- الملكة إليزابيث الثانية.
- الليدي كاثرين تيزارد.
- المخرج البريطاني مايكل أبتيد [2]
- أحمد فضل القمندان.
- هاري أوبري دي فير ماكلين
- رئيس وزراء إندونيسيا السابق  لي كوان يو